# Qusay Habib
Qusay Adnan Habib (Al-Qamishli, 15 aprile 1987) è un calciatore siriano, centrocampista dell'Al-Wahda.

## Carriera

### Club
Comincia a giocare in patria, all'Al-Jihad. Nel gennaio del 2008 passa all'Al-Wahda Damasco. Nel 2010 viene acquistato dall'Al-Shorta. Nel 2013 si trasferisce in Iraq, al Baghdad. Nel 2017 torna in patria, all'Al-Wahda Damasco.

### Nazionale
Ha debuttato in Nazionale il 14 novembre 2010, nell'amichevole Bahrein-Siria (0-2). Ha partecipato, con la Nazionale, alla Coppa d'Asia 2011. Ha collezionato in totale, con la Nazionale, 17 presenze.

## Palmarès

### Nazionale
- Campionato di calcio della Federazione calcistica dell'Asia occidentale: 1

2012